# Яндіс
Яндіс (або Іандіс ; дав.-гр. ΄Ιανδυσου) — легендарний скіфський цар, згаданий античним істориком Арріаном у творі «Історія Парфії» (Parthiaka) в 17 книгах, збереглися лише цитати та уривки у пізніших авторів.
Згідно з Арріаном скіфський цар Яндіс жив за часів легендарного єгипетського царя Сесостріса, і при них нібито сталося переселення племені парфів зі Скіфії в область, що нині займає (Парфію).
У ряду античних авторів, починаючи з Геродота, згадується про похід Сесостріса проти скіфів, але ім'я царя скіфів зазвичай не згадується. Геродот, який перший повідомив про цей легендарний похід, пише: «Чинивши таке, він обійшов материк у всіх напрямах, поки з Азії він не прийшов до Європи і підкорив скіфів і фракійців. Там, я гадаю, було найвіддаленіше місце, до якого дійшло єгипетське військо. Бо в їхній країні, як можна впевнитися, було поставлено стовпи, а далі їх уже нема. Звідти він у своєму поході змінив напрям і, повертаючись, прибув до річки Фасія». Ім'я скіфського царя Яндіса сучасника Сесостріса згадується лише в Арріана.